# Arnold von Brauweiler

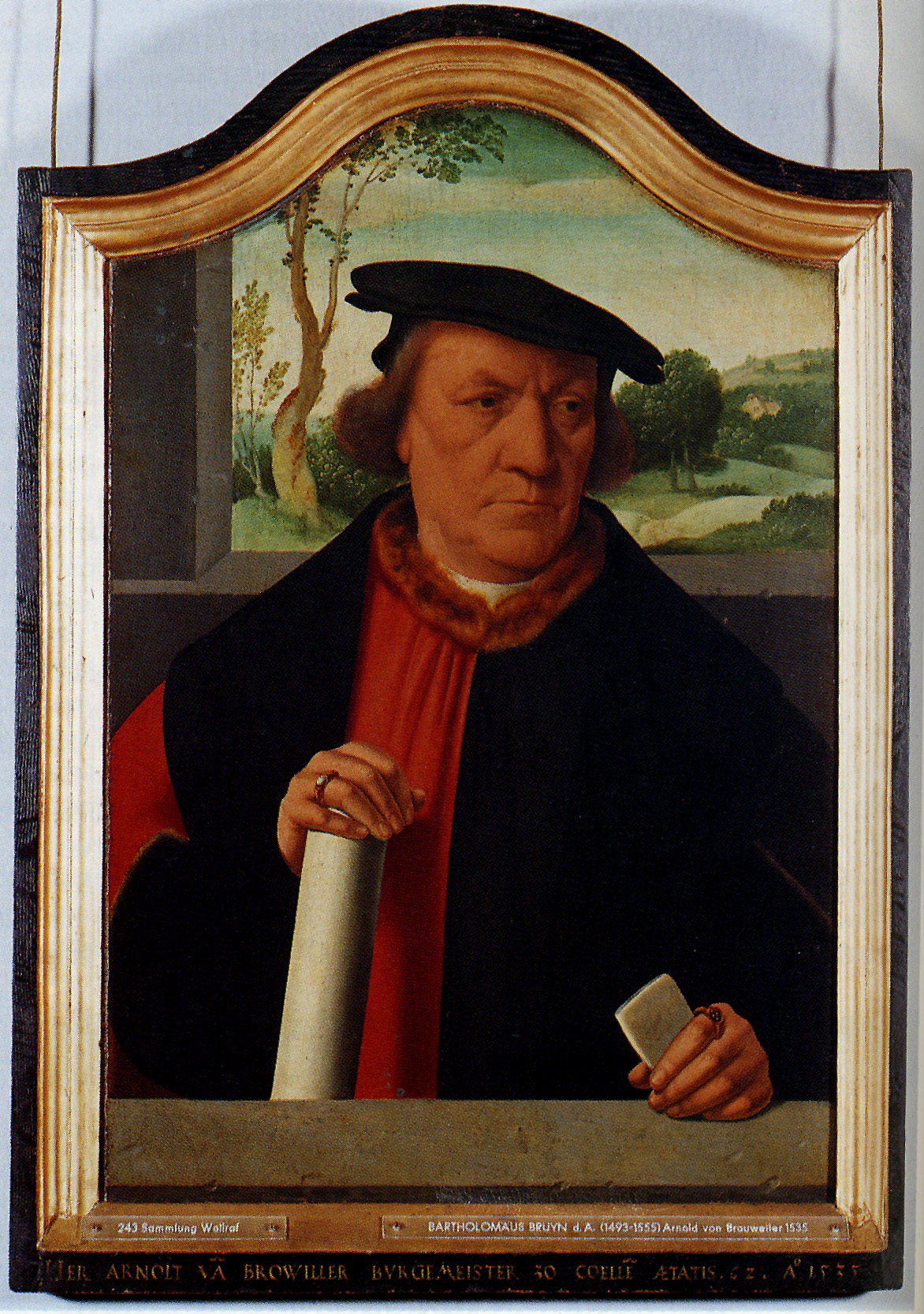
Arnold von Brauweiler, 1535 (Bartholomäus Bruyn der Ältere)

Arnold von Brauweiler (* 1468 in Köln; † 1552 ebenda) war ein Kaufmann, Ratsherr und  Bürgermeister im Köln der frühen Neuzeit.

## Herkunft
„Arndten Bruwiler“, wie Brauweiler damals genannt wurde, wuchs, nach der Schilderung des Kölner Ratsherren Hermann von Weinsberg, als einer von mehreren Söhnen eines Stellmachers an der Hahnenstraße auf. Ob der Familienname auf die Herkunft aus der im Westen Kölns gelegenen Ortschaft Brauweiler zurückzuführen ist, ist unbekannt aber wahrscheinlich.
Die Verhältnisse, in denen Brauweiler aufwuchs, waren offenbar bescheiden. So bezeichnete Weinsberg, wohl aus seiner Sicht eines wohlhabenden Bürgers, die Familie Brauweilers als (schlicht) eim sclechten gesclecht, dem Gott zum Glück verholfen habe. Weinsberg schrieb:
Wie dan mit her Arndten von Bruwiler burgermeister zu Coln einem seir vernoimbten burger und herrn ist geschehn, deß fatter ein aissenmecher uff der Hanestraissn gewesn da her Arnt und sin brodere alle geboren sin und durch in herliche burger in Coln worden. Also kan gott eim sclechten gesclecht gluck verlehnen und auß dem mist uffhelfen.

## Der Kaufmann
Arnold von Brauweiler wählte anscheinend nicht das Metier seines Vaters, sondern wandte sich dem  in der Stadt  prosperierenden Handel zu. Ob er eine kaufmännische Ausbildung durchlief, ist nicht überliefert, jedoch wurde er im Tuchhandel zu einem wohlhabenden und angesehenen Mitglied der Kölner Bürgerschaft. Sein erworbenes Vermögen ermöglichte ihm, im Jahr 1508 Schmuck im Wert von 37.000 Gulden zu kaufen. Der ursprüngliche Auftraggeber, Kaiser  Friedrich, hatte die Preziosen bei den Kölner Goldschmieden Wilhelm und Reinbold Kessel geordert, sie aber zum Zeitpunkt der Fertigstellung nicht bezahlen können und war 1493 verstorben. Brauweiler verstand auch Geschäft und Gefälligkeiten miteinander zu verknüpfen. So erwarb er auch kaiserliche Schuldverschreibungen, für die ihm dann der Sohn des Kaisers Friedrich, Maximilian,  aus diversen Geschäften und Einkünften resultierende Steuerschulden in beträchtlicher Höhe erließ.

## Der Politiker
Brauweiler erkannte wohl auch, dass politisches Engagement Geschäften dienlich sein kann, so ließ er sich als Mitglied in einer der Kaufmannsgaffeln im Jahr 1510 erstmals in den Rat der Stadt wählen. Hier traf er auf  Barthel Bruyn, der wohl als Angehöriger der Malerzunft der Gaffel der Schilderer zugehörig war (ebenso wie Stefan Lochner in der Mitte des 15. Jahrhunderts) und ein Mitglied des weiten Rates, den sogenannten 44ern war. Dieser porträtierte ihn im Jahr 1535 als Bürgermeister. Bruyn schuf mit diesem Porträt ein Meisterwerk, das heute zu den Schätzen des Kölner  Wallraf-Richartz-Museums zählt. Ebenfalls ließ sich Peter von Heymbach, der im Jahr 1537/38 zusammen mit Brauweiler amtierte, von Barthel Bruyn porträtieren, dieses ebenfalls erhaltene Werk Bruyns befindet sich im Kölner  Stadtmuseum, dem Zeughaus.
Arnold Brauweiler zeichnete sich in seinem politischen Leben vor allem als Bewahrer des katholischen Glaubens aus, er war vom Jahr 1517/18 bis zu seinem Todesjahr 13  Mal Bürgermeister der Stadt.